# سالي غريفيثز
سالي غريفيثز (9 أبريل 1963 - ) (بالإنجليزية: Sally Griffiths)‏ هي لاعبة كريكت أسترالية. شاركت مع منتخب أستراليا الوطني للكريكت.

## وصلات خارجية
- سالي غريفيثز على موقع إي آس بي آن كريك إنفو (الإنجليزية)